# Авария в энергосистеме в Италии (2003)
28 сентября 2003 года аварийное отключение электроэнергии (blackout) затронуло всю территорию Италии, за исключением островов Сардиния и Эльба, на 12 часов, а также часть Швейцарии в районе Женевы на 3 часа. Это событие затронуло 56 миллионов человек, став самым крупным обесточиванием в серии аварийных отключений электроэнергии в 2003 году. Также это было самое серьёзное нарушение энергоснабжения в Италии за 70 лет.

## Причины
Отключение электроэнергии в Италии произошло 28 сентября, с 03:01 до 03:28 по местному времени. В 03:01.22 из-за упавшего дерева была обесточена линия электропередачи Меттлен—Лаворго, которая тянется из Швейцарии в Италию. Это вызвало 110%-ную перегрузку второй швейцарской линии, Силс—Соаззо. В 03:21, через 20 минут после начала событий, итальянская сторона уменьшила объём импорта электроэнергии за счёт увеличения внутреннего производства. Однако это недостаточно разгрузило линию Сан-Бернардино, которая вышла из строя в 3:25.22. Отключение этой линии вызвало ряд каскадных отключений оставшихся швейцарских линий. Полная потеря швейцарских линий вызвала перегрузку линий электропередачи, которые тянутся в Италию из Франции. Французские линии вышли из строя в 03:25.34. В течение следующих нескольких секунд были обесточены линии, идущие в Италию из Австрии и Словении После серии отключений линий электропередач, связывавших Италию с континентом, из-за чрезмерно возросшей нагрузки также дали сбой электрогенераторы на севере Италии, что привело к полному отключению электричества.

## Последствия
Электричества лишились 56 миллионов потребителей. Перестало работать метро, на железных дорогах остановились 110 поездов.
В Риме положение усугубилось тем, что как раз в это время городскими властями проводилась так называемая «Белая ночь», подразумевавшая работу магазинов, музеев, театров, ресторанов и кафе до утра. Поэтому в момент отключения электричества вне домов находились тысячи жителей столицы. Сотни людей оказались заблокированы в перегонах метрополитена. Многие люди застряли в лифтах.
В результате отключения электроэнергии погибли четыре человека — один мужчина и три женщины. Мужчину сбила машина на неосвещенном перекрестке, одна женщина получила множественные ожоги, когда на неё упал подсвечник, ещё две пожилые итальянки упали с лестницы.